# سانتیاگو ماگالان
سانتیاگو ماگالان (انگلیسی: Santiago Magallán؛ زادهٔ ۸ مهٔ ۱۹۹۲) بازیکن فوتبال اهل آرژانتین است.